# Louder Than Live
Louder Than Live è il primo home video ufficiale della band statunitense alternative rock dei Soundgarden contenente canzoni eseguite dal vivo al Whisky a Go Go di Los Angeles, California nei giorni 7 e 10 dicembre 1989. È stato pubblicato su VHS dall'etichetta A&M Records il 22 maggio 1990.

## Informazioni
La registrazione contiene cinque canzoni filmate dal vivo durante il tour della band in supporto all'album Louder Than Love, più due clip registrate in studio. Le canzoni dal vivo sono Get on the Snake, Gun, I Awake, Big Dumb Sex e un medley delle canzoni Big Bottom degli Spinal Tap e Earache My Eye dei Cheech & Chong; le clip in studio vedono la band eseguire i brani Loud Love e Hands All Over. Il filmato è stato distribuito solo in VHS e non ne esiste una versione ufficiale su DVD.
In aggiunta, la A&M Records ha pubblicato un vinile da 12" (versione promozionale in vinile blu, luglio 1990) e un CD (maggio 1990) con lo stesso titolo del home video. La versione su vinile comprende una quinta traccia dal vivo, Beyond the Wheel, mentre quella su CD comprende Beyond the Wheel e Hunted Down.

## Tracce
Canzoni dal vivo:
1. Get on the Snake
2. Gun
3. I Awake
4. Big Dumb Sex
5. Medley: Big Bottom/Earache My Eye

Clip in studio:
1. Loud Love
2. Hands All Over

## Formazione
- Matt Cameron – batteria
- Chris Cornell – voce
- Kim Thayil – chitarra
- Jason Everman – basso